# Lepidomeda altivelis
Lepidomeda altivelis är en fiskart som beskrevs av Miller och Hubbs, 1960. Lepidomeda altivelis ingår i släktet Lepidomeda och familjen karpfiskar. IUCN kategoriserar arten globalt som utdöd. Inga underarter finns listade i Catalogue of Life.